# 威廉·莱瓦达

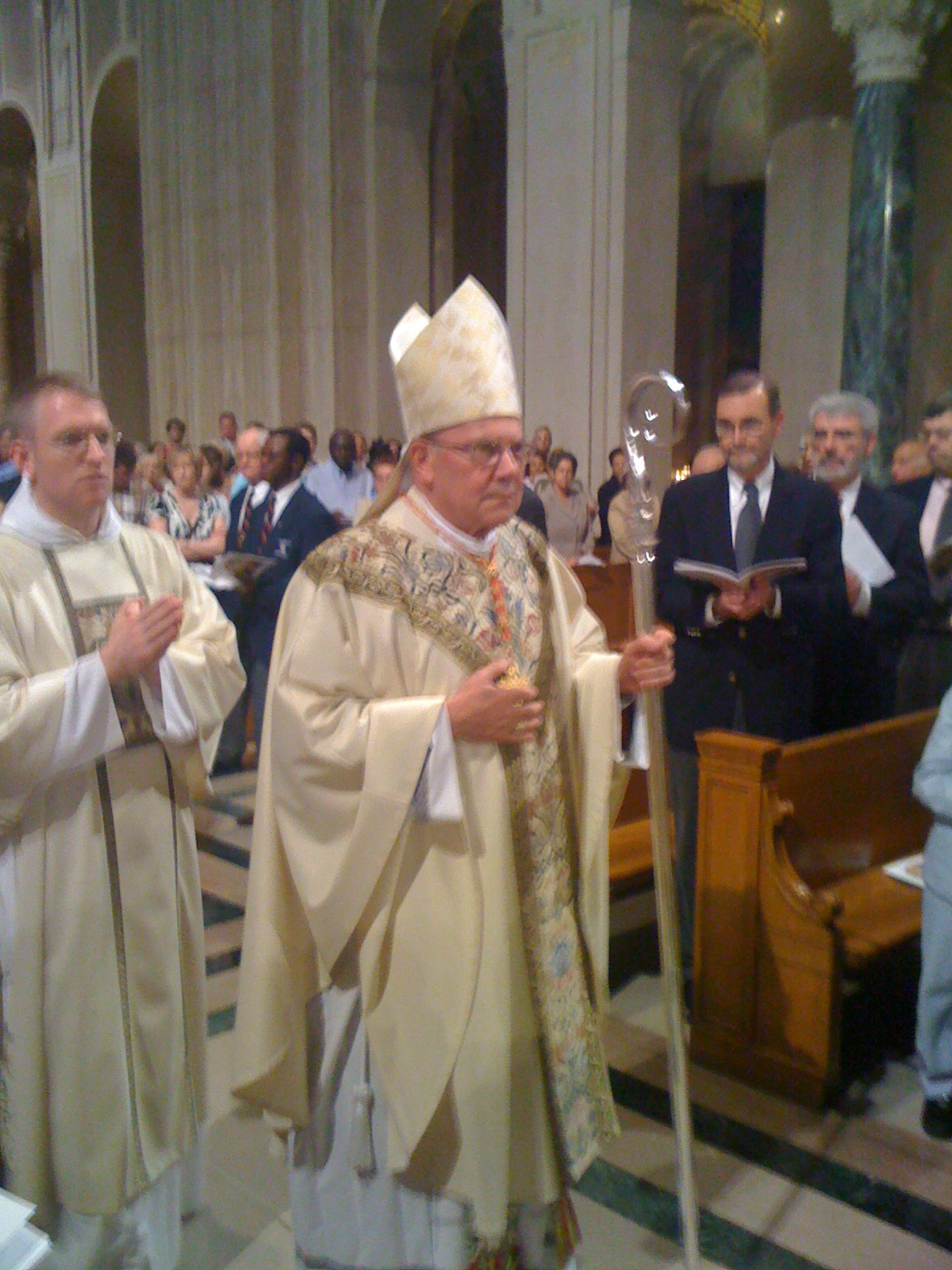
威廉·莱瓦达枢机

威廉·若瑟·莱瓦达（英語：William Joseph Levada；1936年6月15日—2019年9月26日）是美国籍枢机及圣座信理部荣休部长。
莱瓦达出生于美国加州长滩，1961年12月20日晋铎，1983年5月12日晋牧。他曾于1986年至1995年间任波特蘭總教區总主教，1995年至2005年间任舊金山總教區总主教。2005年5月13日起担任信理部部长。2006年3月24日被教宗本笃十六世册封为枢机。2012年7月2日荣休。
他於2019年9月26日在意大利羅馬離世，終年83歲。

## 牧徽

威廉·莱瓦达枢机牧徽